# 2011年鳥取県知事選挙
2011年鳥取県知事選挙（2011ねんとっとりけんちじせんきょ）は、2011年（平成23年）4月10日に執行された鳥取県知事を選出するための選挙。第17回統一地方選挙の日程で行われた。

## 概要
現職の平井伸治の任期満了に伴う知事選挙。現職の平井が2期目を目指し立候補したのに対し、共産党推薦の山内淳子が挑む、前回と同じ顔触れによる選挙戦となった。
各党の対応は、共産党県委員会が前回に続いて山内を党推薦で擁立。前回の知事選で平井を推薦した自民党と公明党は、今回の選挙戦で平井が特定の政党からの支援を受けないという意向を表明したため、県連支援に切り替えている。政権与党の民主党県連は前回に続いて自主投票を決め、民主党系の県議は平井の支援を決めた。同じく、自民党系の県議も平井の支援を決めている。

## 選挙データ

### 告示日
- 2011年（平成23年）3月24日

### 執行日
- 2011年（平成23年）4月10日
  - 当日の投票時間帯:午前7時 ~ 午後8時
  - 期日前投票:3月25日 ~ 4月9日

### 同日選挙
- 鳥取県議会議員選挙（4月1日 告示）[3]

## 立候補者
2名、届け出順。
| 候補者名（読み）               | 年齢 | 党派                                     | 肩書き                   |
| ------------------------------ | ---- | ---------------------------------------- | ------------------------ |
| 平井伸治 （ひらい しんじ）     | 49   | 無所属 （自民党県連、公明党県本部 支援） | 鳥取県知事               |
| 山内淳子 （やまのうち あつこ） | 68   | 無所属 （共産党 推薦）                   | 新日本婦人の会県本部会長 |

### 選挙のタイムライン
- 2010年10月27日 - 自民党県連が現職の平井に知事選への出馬を要請[5]。
- 2010年11月4日 - 平井が記者会見を開き、出馬を表明[6]。特定の政党の支援を受けない意向も表明した。
- 2011年3月8日 - 自民党県連が選挙対策委員会を開き、平井の県連支援を決定。[7]
- 2011年3月15日 - 共産党県委員会などの鳥取県内の団体でつくる「明るい民主県政をつくる会」からの出馬打診を受けた山内が、県庁で立候補を表明[1]。
- 2011年3月24日 - 告示。前回と同じ顔ぶれによる一騎討ちに。
- 2011年4月10日 - 投開票。

### 各候補の訴え
- 平井

1. 環境分野などの新産業による地域経済の発展を目指す
2. 雇用維持などのために業態転換を行う企業への助成
3. 1万人規模の雇用創出 他

- 山内

1. 非正規雇用から正規雇用への切り替え推進
2. 大企業の県内誘致への助成を無くし、中小企業対策に力を入れる
3. 東日本大震災を受けた災害対策の見直し 他

## 選挙結果

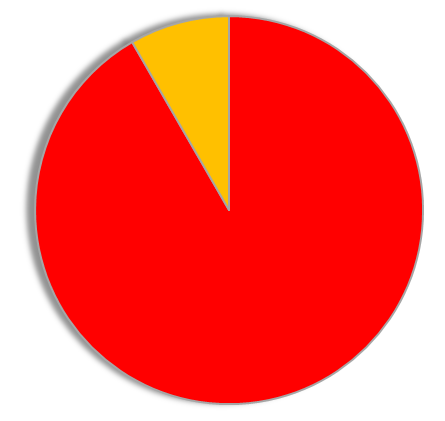
各候補の得票率（得票数の多かった順）

投票率は59.11%で、前回2007年の61.46%を下回り、東日本大震災による自粛ムードもあり、投票率は過去最低となった（前回比 -2.35%）。当日の有権者数は47万8694人で投票者数は28万2959人であった。
候補者別の得票数の順位、得票数、得票率、惜敗率、供託金没収概況は以下のようになった。供託金欄のうち「没収」とある候補者は、有効投票総数の10%を下回ったため全額没収された。惜敗率は未発表のため暫定計算とした（小数3位以下四捨五入）。
|      | 順位 | 候補者名  | 党派   | 新旧 | 得票数  | 得票率 | 惜敗率 | 供託金 |
| ---- | ---- | --------- | ------ | ---- | ------- | ------ | ------ | ------ |
| 当選 | 1    | ■平井伸治 | 無所属 | 現   | 255,367 | 91.67% | ----   |        |
|      | 2    | ■山内淳子 | 無所属 | 新   | 23,218  | 8.33%  | %      | 没収   |

現職の平井は、1期目に行った県内への企業誘致などの実績をアピール。県内の産業振興や1万人雇用などを公約に掲げ、全県に支持を広げ、前回よりも投票者数が少なかった中で2万票余りを上乗せし、前回と同じ顔触れによる選挙戦を制した。共産党推薦の山内は、東日本大震災を受けた災害対策の見直しなどを訴え、平井県政への批判票の取り込みを狙ったが、出馬の出遅れもあり支持が広がらず、供託金を没収される惨敗であった。